# Liste der Monuments historiques in Évry-Grégy-sur-Yerre
Die Liste der Monuments historiques in Évry-Grégy-sur-Yerre führt die Monuments historiques in der französischen Gemeinde Évry-Grégy-sur-Yerre auf.

## Liste der Bauwerke
| Bezeichnung             | Beschreibung | Standort                 | Kennzeichnung | Schutzstatus | Datum | Bild           |
| ----------------------- | ------------ | ------------------------ | ------------- | ------------ | ----- | -------------- |
| Brücke Pont des Romains |              | (Lage)                   | PA00086954    | Classé       | 1992  | weitere Bilder |
| Brücke Saint-Pierre     |              | Rue de la Branche (Lage) | PA77000018    | Inscrit      | 2001  | weitere Bilder |

## Liste der Objekte
Zum Verständnis siehe: Kirchenausstattung
- Monuments historiques (Objekte) in Évry-Grégy-sur-Yerre in der Base Palissy des französischen Kultusministeriums